# Coguinachi
Coguinachi (Cogüinachi, Opatas Cogüinachis), prema Velascu (1863), jedna od četiri skupine Ópata Indijanaca, naseljeni poglavito uz rijeku Rio Babispe, pritoci Yaquia i neke manje pritoke u istočnoj Sonori Meksiko.
Njihova sela bila su Bacadeguachi, Guazaves, Matape (dijelom), Mochopa, Nacori, Oposura, Oputo i Tonichi.